# Sorrivoli
Sorrivoli è una frazione del comune di Roncofreddo, in provincia di Forlì-Cesena.
Il paese, sulle colline cesenati, sorge arroccato attorno al suo millenario castello, sulla sponda sinistra del fiume Pisciatello, detto in dialetto Urgon. Tale struttura è sede della parrocchia di "Sant'Aldebrando".

## Geografia
Sorrivoli è situata su un'altura che domina la valle del torrente Pisciatello, nelle prime alture dell'appennino cesenate. La frazione è situata a 12 km a nord-ovest di Roncofreddo e a 10 km a sud di Cesena.

## Origine del nome
Il toponimo è probabilmente legato alla posizione sopra il fiume (super=sopra rivus=rio).
Nei documenti medioevali si trovano i seguenti toponimi: Castellum de Surripola (970), Subrivole (998), Subripola (1126), Sorrivola (1156), Subrivoli (1495).

## Storia
La prima citazione risale ad un atto datato 27 ottobre 971 riguardante la nomina a vicario del conte Rodolfo di Rimini da parte dell'arcivescovo ravennate Onesto I. Nel 1001 Aldebrando, figlio del conte Rodolfo, restituisce il castello di Sorrivoli alla Chiesa di Ravenna, che ne difende il possesso dalle mire espansionistiche della città di Cesena, la quale proprio in quel periodo inizia la lunga lotta per l'autonomia che la porterà ad elevarsi a libero comune. Tale scontro si inasprisce nei primi anni del XIII secolo, a tal punto che l'Imperatore Ottone IV dovette emanare un diploma (1203) che confermasse tutti i privilegi dell'Arcivescovo sul castello di Sorrivoli concessi dai suoi predecessori e così fecero anche l'Imperatore Federico II nel 1220, Papa Onorio III nel 1224 e Papa Gregorio IX nel 1228.
Approfittando del caos scoppiato nello Stato Pontificio a causa della cosiddetta "cattività avignonese", la famiglia degli Articlini, esiliati da Cesena, sobillarono la popolazione di Sorrivoli a ribellarsi all'Arcivescovo e così, il 3 aprile 1318, il castello fu preso d'assalto ed il vicario Fantino da Milano fu imprigionato. La convulsa situazione del contado fu risolta nel 1357 dal legato papale il cardinale Egidio Albornoz, che sottomise Cesena e restituì Sorrivoli all'Arcivescovo. L'importanza raggiunta da Sorrivoli è sottolineata dal censimento ordinato dal cardinale Anglico de Grimoard nel 1371: con i suoi 40 focolari censiti (circa 200 abitanti) risulta essere il castello più popoloso delle colline cesenati.
Nel 1500 Cesare Borgia detto il Valentino sottomette Cesena ed anche il castello di Sorrivoli si arrende, nonostante sia stato eletto a residenza dall'Arcivescovo Filasio Roverella, che preferisce ritornare nella più sicura Ravenna. Caduto il Valentino, nel 1506 Roverella può far ritorno a Sorrivoli, dando inizio a lavori di ampliamento della rocca con l'obiettivo di trasformarla in una più confortevole residenza. Vi muore il 24 febbraio 1527 ed il suo successore, l'Arcivescovo Nicolò Fieschi, infeuda il borgo a Giovanni Roverella, che diventa il primo conte di Sorrivoli. Coi Roverella, Sorrivoli conobbe un periodo di pace e prosperità, tanto che nel 1661 la famiglia Faberi avviò nel castello una stamperia, molto nota a livello regionale. Con l'invasione napoleonica l'allora conte Ippolito Roverella rimane nel castello, anche se da privato cittadino, e con la Restaurazione la Chiesa rinnova l'infeudazione a Pietro Roverella. Morto nel 1858 senza eredi, il castello fu messo all'asta ed acquistato dalla famiglia Allocatelli-Fabbri per 14 000 lire. Quando i bombardamenti del 1944 resero inagibile la vecchia chiesa di San Lorenzo, i proprietari del Castello decisero di donarlo alla parrocchia così che si potesse costruire al suo interno la nuova chiesa intitolata a Sant'Aldebrando.

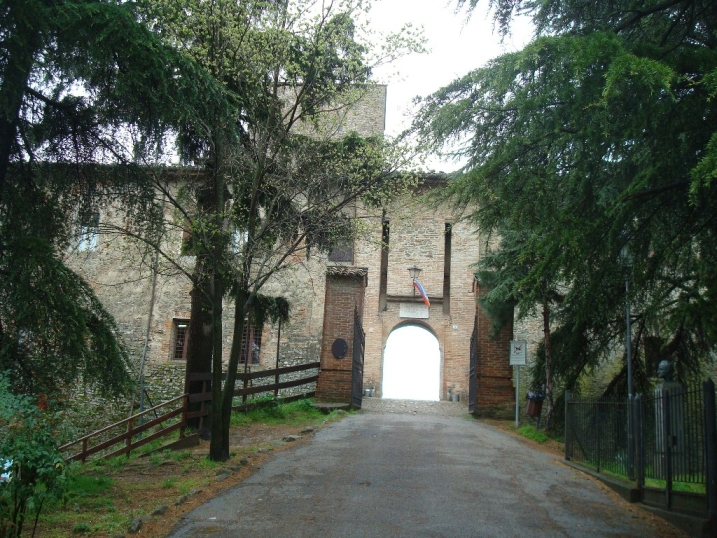
Entrata del castello di Sorrivoli
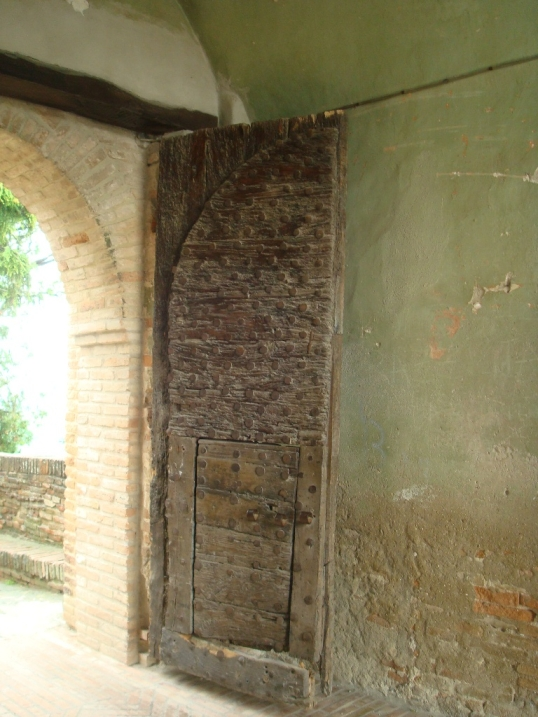
Vecchia porta
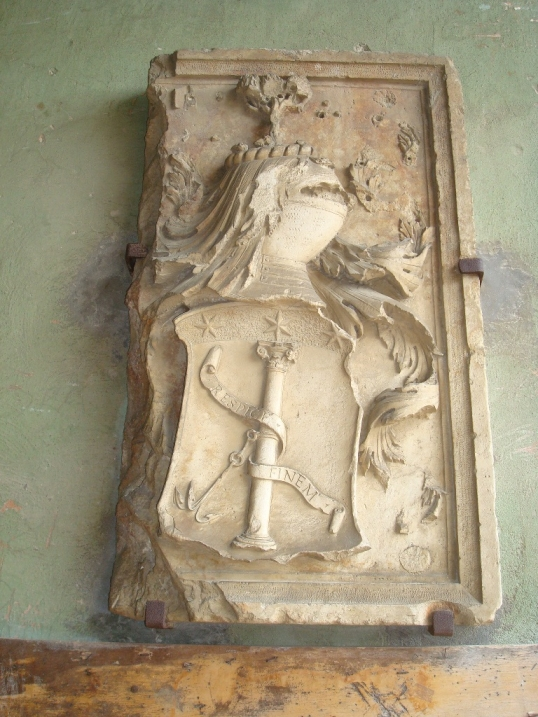
Stemma
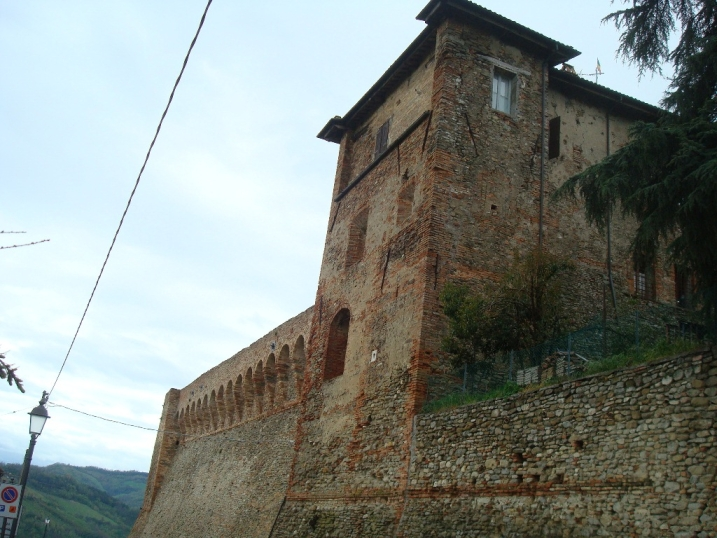
La rocca dalla strada

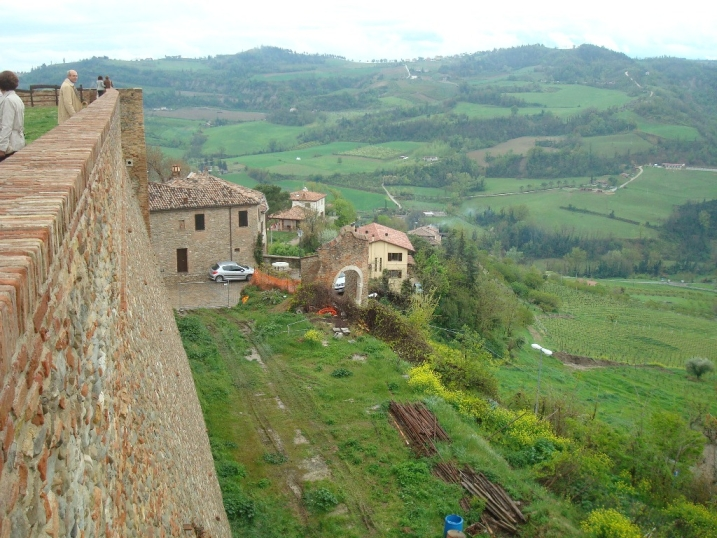
Panorama dal cortile interno
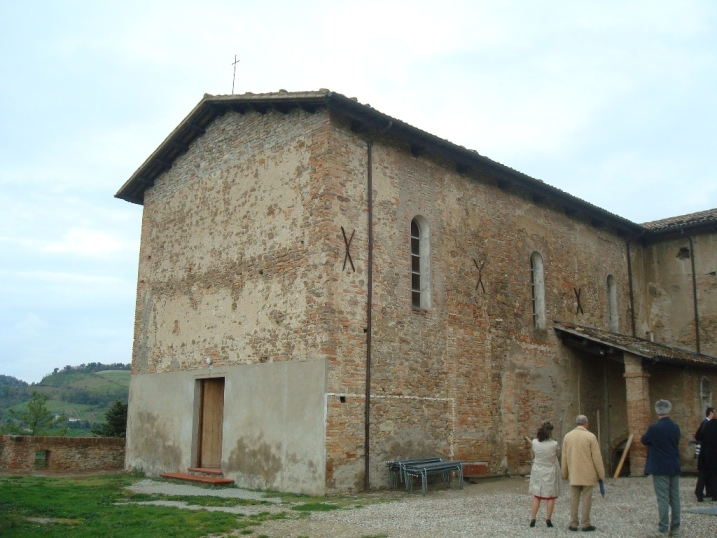
La chiesa
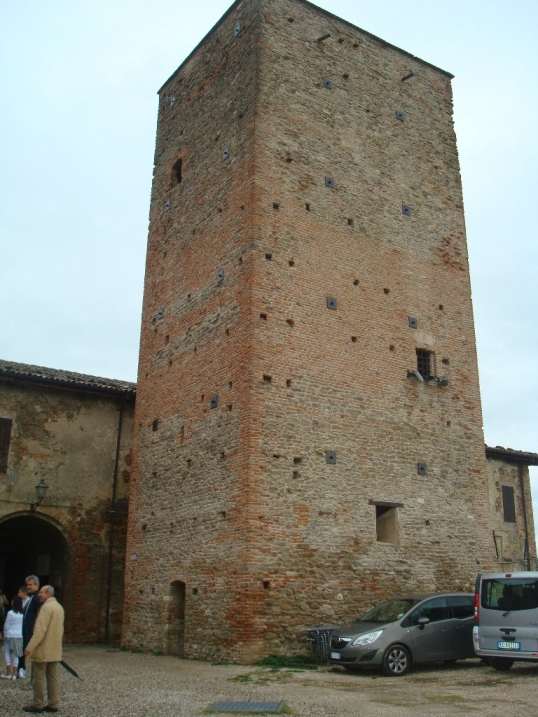
La torre
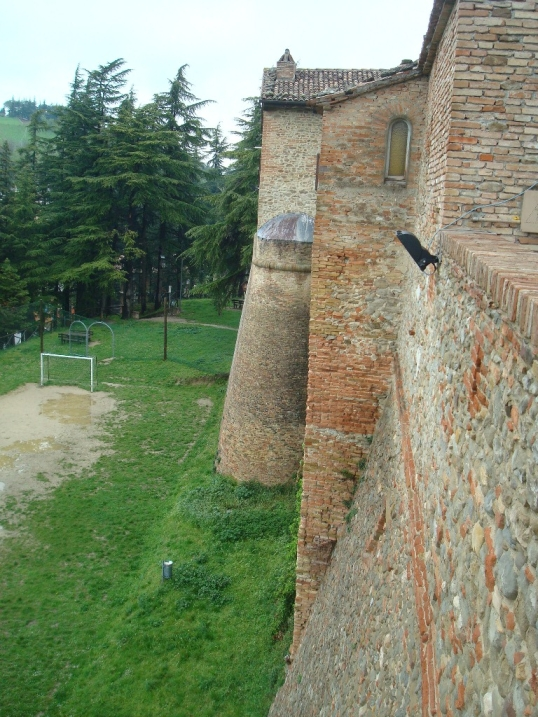
Le mura della rocca

## Monumenti e luoghi d'interesse
Il castello di Sorrivoli fu proprietà degli arcivescovi di Ravenna, poi dei Malatesta nel 1237, dello Stato della Chiesa 1290, e dei Roverella di Cesena nel XV secolo. Successivamente il castello passò agli Allocatelli Fabbri e poi, dopo i bombardamenti del 1944 alla prebenda parrocchiale. Oggi è adibito a chiesa e abitazione.

## Eventi
L'organismo principale di Sorrivoli che si occupa dell'organizzazione degli eventi culturali è il locale circolo Acli Il Castello.
- 1º maggio festa del patrono Sant'Aldebrando e Festa dei lavoratori

### Festival dei Burattini
Il castello di Sorrivoli è sede ogni estate, nel mese di agosto del Festival dei Burattini che, per una settimana, richiama i migliori artisti a livello internazionale nel campo dei burattini e delle marionette. Si svolgono spettacoli di strada e laboratori.

## Cultura

### Università dei Burattini
Ha sede nel castello l'Università dei Burattini, fondata nel 1990 con l’intento di aggregare, valorizzare e diffondere il lavoro di studiosi e operatori del Teatro d’Animazione.

## Sport

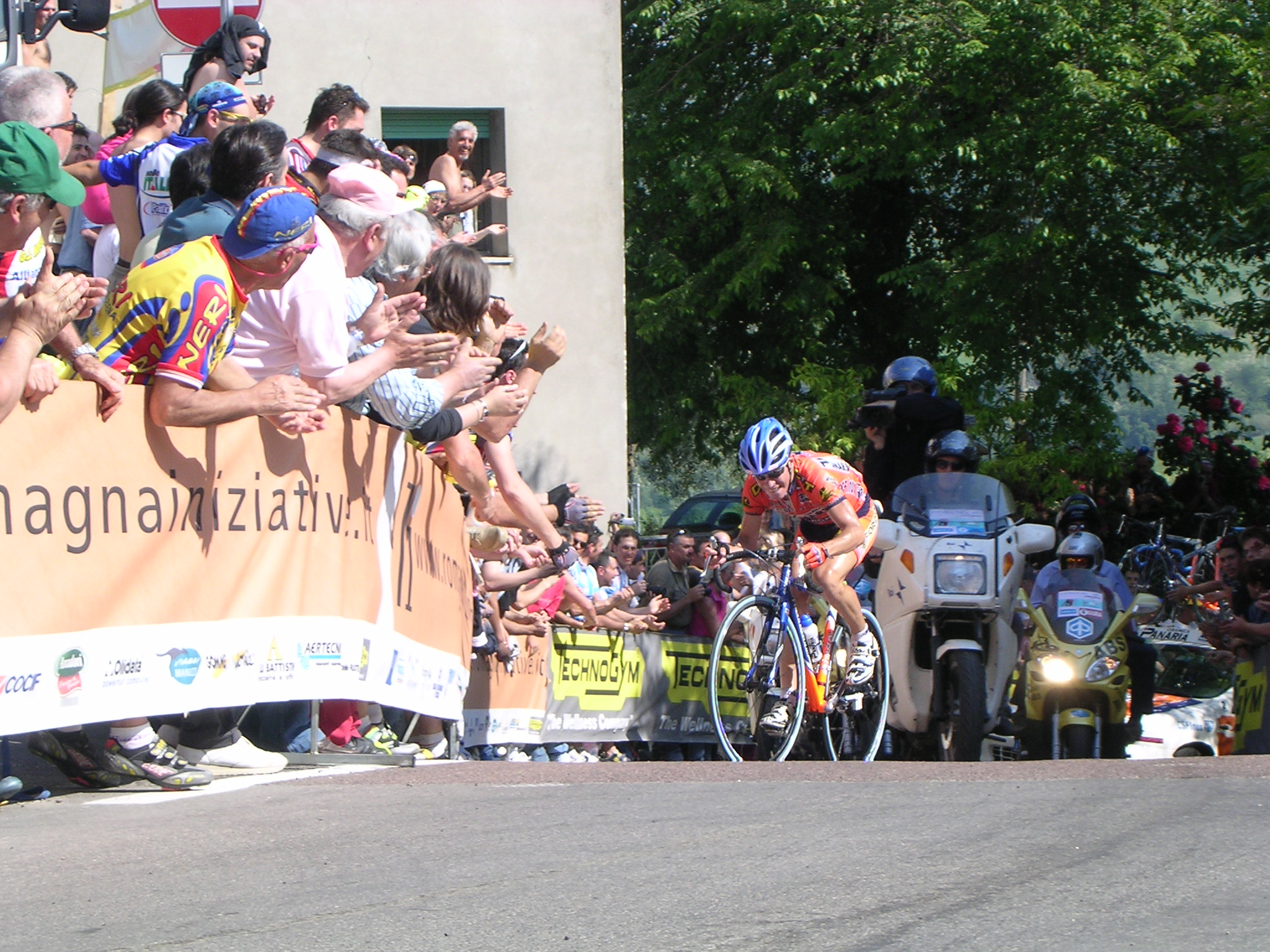
Emanuele Sella in azione sul tratto finale dell'impegnativo muro di Sorrivoli, durante l'11ª tappa del Giro d'Italia 2004.

Il 20 maggio 2004 l'11ª tappa del Giro d'Italia 2004, Porto Sant'Elpidio-Cesena ha avuto come penultimo Gran Premio della Montagna proprio il muro di Sorrivoli. Il veneto Emanuele Sella, poi vincitore della tappa, è stato il primo a scollinare in paese.
Il 21 maggio 2008 ha ospitato l'ultimo Gpm di una tappa del Giro 2008, la Urbania-Cesena, undicesima frazione di 193 km, che nel tratto finale ricalca proprio il tracciato di quattro anni prima.